# Khaly Thiam
Khaly Iyane Thiam (Dakar, 7 gennaio 1994) è un calciatore senegalese, centrocampista dell'MTK Budapest.

## Caratteristiche tecniche
Centrocampista centrale, può giocare sia da trequartista sia da mediano.

## Carriera
Ha giocato nella prima divisione ungherese, in MLS, nella prima divisione turca, in quella russa ed in quella bulgara.